# Диброва, Елена Иннокентьевна
Елена Иннокентьевна Диброва (25 апреля 1928, Ростов-на-Дону — 16 июля 2014, Москва) — советский и российский лингвист, педагог, один из ведущих исследователей русского языка, специалист в области лексической и фразеологической семасиологии, синтаксиса, лингвистики текста, диалектной и авторской лексикографии, текстологии М. А. Шолохова.
Доктор филологических наук (1981), профессор (1984), заведующий кафедрой русского языка филологического факультета МГЗПИ (переим. в МГЗПИ, МГОПИ, МГОПУ, МГГУ им. М.А Шолохова) (1985—2011), директор Шолоховского центра МГГУ имени Шолохова (2009—2014). Почётный профессор МГОПУ (1996). Заслуженный работник высшей школы РФ (2002). Лауреат Международной премии имени Шолохова в области литературы за издание «Словаря языка Михаила Шолохова» (2005).

## Биография
Елена Иннокентьевна Диброва родилась 25 апреля 1928 года в Ростове-на-Дону в семье служащих.
В 1946 году поступила на физико-математический факультет Воронежского государственного университета. В 1947 году перевелась на историко-филологический факультет Ростовского-на-Дону государственного университета; в 1951 году окончила его с отличием и поступила в аспирантуру по кафедре общего и русского языкознания.
В 1954 году под руководством М. К. Милых защитила кандидатскую диссертацию на тему «Структура самостоятельных предложений, соединенных союзами „а“ и „но“, в современном русском литературном языке», на перспективность и актуальность которой в 1955 году обратил внимание академик В. В. Виноградов, выступая на Международном совещании славяноведов в Белграде. С 1954 года по 1985 год работала на кафедре русского языка Ростовского-на-Дону государственного педагогического института, пройдя путь от ассистента до профессора.
Е. И. Диброва популяризировала русский язык за рубежом. В качестве преподавателя русского языка как иностранного и руководителя делегаций, групп она много раз выезжала (с 1961 года по 1983 год) в страны Восточной Европы на курсы усовершенствования русского языка для преподавателей вузов, учителей школ, гимназий (Югославия, Чехословакия, Германия, Румыния, Венгрия, Польша), за что неоднократно награждалась грамотами Министерств просвещения СССР и РСФСР.
С 1960 года по 1974 год Е. И. Диброва проводила активную диалектологическую работу по сбору материала для «Атласа русских говоров Европейской части СССР» и «Словаря русских донских говоров», выезжая с подготовленной группой студентов в 15 диалектологических экспедиций в казачьи станицы и хутора Верхнего, Среднего и Нижнего Дона.
В 1981 году в специализированном Совете при Московском государственном педагогическом институте им. В. И. Ленина защитила докторскую диссертацию по теме «Вариантность фразеологических единиц в современном русском языке».
С 1985 года по 2011 год возглавляла кафедру русского языка МГЗПИ, а затем переименованного в МГОПИ, МГОПУ, МГГУ им. М. А. Шолохова, будучи Почетным профессором этого университета. В течение 20 лет Е. И. Диброва руководила межвузовским докторантско-аспирантским семинаром по теории художественного текста, который был посвящен эталонному явлению мировой культуры — русскому языку как синтезу национальной культуры, воплотившему идейные, художественно-эстетические явления XVIII—XX веков. Требовательная к себе и своим ученикам, высоко поднимая научно-исследовательскую планку, Елена Иннокентьевна открыла дверь в большую науку многим участникам этого семинара. В русле направлений научной школы Е. И. Дибровой, развивающей филологическое исследование текста, свойственное содружеству гуманитарных знаний, воплотившее духовную культуру нации через языковой, литературоведческий, текстологический, источниковедческий анализ письменных текстов, проводились международные конференции «Текст. Структура и семантика», которые получили заслуженный авторитет в Российской Федерации, странах СНГ и дальнего зарубежья.
Е. И. Диброва была членом УМО по русскому языку при Министерстве образования РФ, членом Экспертного совета отдела филологии и искусствоведения в Российском гуманитарном научном фонде (2000—2014), являлась заместителем председателя, председателем диссертационного совета при МГГУ имени М. А. Шолохова, членом диссертационного совета при МГУ имени М. В. Ломоносова, руководила Шолоховским центром в МГГУ имени М. А. Шолохова (2009—2014). Работа в Шолоховском центре была связана с изучением произведений не только М. А. Шолохова, но и произведений русских классиков XVIII—XXI веков с целью научить молодёжь творчески работать.
За вклад в развитие науки и за заслуги в организации вузовского филологического образования Е. И. Дибровой были присвоены звания Заслуженный работник высшей школы РФ (2002) и Почетный профессор МГОПУ (1998); она была награждена медалями «Ветеран труда» (1992), «За доблестный и самоотверженный труд в Великой Отечественной войне 1941—1945 гг.» (1995), «50 лет Победы в Великой Отечественной войне 1941—1945» (1995), «В память 850-летия Москвы» (1997), «Маршал Советского Союза Жуков» (1997), «80 лет Вооруженных сил СССР» (1997), «Ревнителю Просвещения» (1999), «Почетный ветеран МГОПУ» (2004), «60 лет Победы в Великой Отечественной войне 1941—1945» (2005), «К 100-летию М. А. Шолохова» (2005). Е. И. Диброва была лауреатом Международной премии имени М. А. Шолохова в области литературы (2005).
Скончалась 16 июля 2014 года в Москве.
Сын — Андрей Витальевич Журавлев (26.01.1966 — 4.04.1989).
Муж — Виталий Васильевич Журавлев (26.05.1931 — 18.03.2005) — российский философ, исследователь проблем общественного сознания, духовной жизни и культуры.

## Научная деятельность
Е. И. Диброва является автором около 200 научных и учебно-методических работ по лексической и фразеологической семасиологии, по синтаксису, лингвистике текста, диалектной и авторской лексикографии, текстологии М. А. Шолохова.
Кандидатская диссертация Е. И. Дибровой «Структура самостоятельных предложений, соединенных союзами „а“ и „но“, в современном русском языке» была посвящена анализу связного текста, который дал неожиданные и впервые вводимые в обиход научного исследования наблюдения: параллелизм строения предложений, наличие центров сходства, различия и противопоставления в объединяемых предложениях, виды смысловых отношений между предложениями и другие ценные наблюдения. В 1955 году названная работа была отмечена академиком В. В. Виноградовым на Международном совещании славяноведов в Белграде как перспективное исследование.
В своей докторской диссертации «Вариантность фразеологических единиц в современном русском языке» Е. И. Диброва выявила и описала основания варьирования фразеологических единиц, раскрыла семантическую регулярность смены компонентов на собственно семантическом, лексическом и грамматическом уровнях, с достаточной четкостью отграничила такие смежные с варьированием явления, как фразеологическая синонимия, конверсия, деривация, парадигматика; рассмотрела варьирование фразеологических единиц на уровне обнаружения тех системных отношений, в которых проявляется динамичность данной языковой подсистемы.
Е. И. Дибровой опубликован ряд статей, посвящённых психофилологической параметризации текста и языку художественной прозы М. А. Шолохова, где рассматриваются фундаментальные проблемы лингвистического анализа художественного текста: коммуникативно-когнитивная модель текстопорождения, природа категорий художественного текста и их систематика, пространство текста и его композитное членение, жанровая специфика текста на примере почтовой, эпистолярной и дневниковой прозы. Ученым были введены в научный обиход такие термины, как «текстема», «композит», «коллюр», «эпистолярный конвой», связанные со смыслом — психической перестройкой языкового значения, возникающей под влиянием авторского мотива, замысла, целеустановки и ситуации описания.
Е. И. Диброва является также автором работ, отражающих наблюдения ученого над системно-семасиологической структурой и динамикой русской лексики и фразеологии и представляющих семантико-синтаксический анализ фрагментов связного текста.
Е. И. Диброва внесла существенный вклад в развитие русской лексикографии, разработав структуру словарной статьи в словаре общефилологического типа, включив характеристику трех основных разновидностей лексикографических дефиниций (описательной, синонимической, деривационной) и представив дифференциацию стилевых и стилистических помет. Таким образом, один из созданных под её руководством словарей — «Словарь языка Михаила Шолохова», имеет особенности энциклопедичного словаря, который даёт широкие знания о предмете — исторические, социально-политические, этнографические, культурологические и др., которые помещаются в сносках к словарной статье.
Е. И. Диброва являлась организатором, руководителем и одним из авторов коллектива, создавшего новый тип вузовского учебника по русскому языку, который используется во многих высших педагогических учебных заведениях РФ, стран ближнего и дальнего зарубежья.
Е. И. Диброва читала общие курсы лексики и фразеологии современного русского языка, спецкурсы «Синтаксис многочленного предложения», «Филологический анализ текста», «Русская словесность», «Лингвострановедение», руководила аспирантско-докторантским семинаром по теории художественного текста.

## Основные работы
- Словарь русских донских говоров. Т. I—III. Ростов н/Д: Изд-во Ростовского университета, 1975—1976 (в соавт.: З. В. Валюсинская, М. П. Выгонная и др.).
- Вариантность фразеологических единиц в современном русском языке. Ростов н/Д : Изд-во Рост. ун-та, 1979.
- Современный русский язык. Анализ языковых единиц: В 3-х ч. / Под ред. Е. И. Дибровой. 1-е изд. М.: Просвещение, 1995.
- Поэтические структуры антонимии. М.: СпортАкадемПресс, 2000 (в соавт.: Н. Ю. Донченко).
- Современный русский язык. Теория. Анализ языковых единиц: В 2-х частях. Учебник для студентов высших учебных заведений РФ / Под ред. Е. И. Дибровой. 3-е изд., испр. и доп. М.: Academia, 2001 (в соавт.: Л. Л. Касаткин, В. В. Бабайцева, Н. А. Николина и др.).
- Словарь языка Михаила Шолохова. Автор и руководитель проекта, главный редактор Е. И. Диброва. М.: Азбуковник, 2005 (в соавт.: С. Ф. Барышева, О. А. Блохина, З. И. Бутрим, О. А. Давыдова и др.).
- Современный русский язык. Теория. Анализ языковых единиц: В 2 ч. Учебник для студентов высших учебных заведений РФ/Под ред. Е. И. Дибровой. 4-е изд., испр. и доп. М.: Academia, 2006 (в соавт.: Л. Л. Касаткин, В. В. Бабайцева, Н. А. Николина и др.).
- Избранные работы по русскому языку. В двух томах. М.: ТВТ Дивизион, 2008.
- Учебник «Современный русский язык. Теория и анализ языковых единиц» / Под ред. Е. И. Дибровой. В 2 частях. 4-е издание. Бакалавриат. М.: Академия, 2011 (с грифом Минобразования России).
- Этнолингвистика и лингвокультурология художественных текстов Михаила Шолохова: монография / Под ред. О. А. Давыдовой. М.: МПГУ, 2015 (в соавт.: З. И. Бутрим, О. А. Давыдова, Н. А. Ковалева, Д. А. Осильбекова, В. В. Петелин, К. Я. Сигал, Г. Я. Солганик, Е. О. Шацкий).
- Современный русский язык: учебник для академического бакалавриата / под ред. П. А. Леканта. — 5-е изд. М.: Юрайт, 2015 (в соавт.: Лекант П. А., Касаткин А. А., Клобуков Е. В.).

## Награды и звания
Медали:
- 1992 год — «Ветеран труда (медаль)»
- 1995 год — «За доблестный труд в Великой Отечественной войне 1941—1945 гг.» (медаль)
- 1995 год — «50 лет Победы в Великой Отечественной войне 1941—1945 г.г.» (медаль)
- 1997 год — «В память 850-летия Москвы» (медаль)
- 1997 год — «Маршал Советского Союза Жуков (медаль)»
- 1997 год — «80 лет Вооружённых сил СССР» (медаль)
- 1999 год — «Ревнителю Просвещения» (пам. знак)

2004 год — «Почётный ветеран МГОПУ» (пам. знак)
2005 год — «60 лет Победы в Великой Отечественной войне 1941—1945 г.г.» (медаль)
2005 год — «К 100-летию М. А. Шолохова» (пам. знак)
Премии:
- 2005 год — Международная премия имени М. А. Шолохова в области литературы и искусства

Звания:
- 2002 год — Заслуженный работник высшей школы РФ